# Fondo Espero
Il Fondo Espero è stato il primo fondo pensione a sorgere nel pubblico impiego (comparto scuola) nel 2004.
Possono aderire ad Espero tutti i dipendenti del comparto scuola.
Il dipendente che aderisce ad espero deve versare una quota di adesione una tantum di 2,58 euro (trattenuta in busta paga). Il dipendente deve poi obbligatoriamente versare una quota pari all'1% della retribuzione (con l'esclusione della voce retribuzione professionale docenti).
Il dipendente può versare un'ulteriore quota facoltativa fino al 2% se è transitato dal regime di trattamento di fine servizio (TFS) oppure fino al 10% della retribuzione utile se assunto dopo il 1º gennaio 2001 (i dipendenti pubblici assunti dopo tale data sono obbligatoriamente in regime di TFR).
Il datore di lavoro versa obbligatoriamente un altro 1% della retribuzione.
Per gli iscritti al fondo entro il 31 dicembre 2005, era prevista - per un anno - un'ulteriore quota di incentivazione a carico del datore di lavoro del 1%. Per gli iscritti al fondo entro il 31 dicembre 2006, la quota di incentivazione è stata ridotta allo 0,5%.
Vi è un altro 1,5% a carico dell'INPDAP. Le quote a carico dell'INPDAP vengono versate al Fondo Espero alla cessazione del rapporto di lavoro.
È attualmente in discussione la proposta di far aderire al fondo Espero anche i dipendenti dei comparti Università ed Alta Formazione.